# Алєйніково (Бєлгородська область)
Алєйніково (рос. Алейниково, укр. Олійникове) — село Алексєєвського району Бєлгородської області Росії. Входить до складу Алєйниківського сільського поселення.
Населення — 490 осіб (2013 рік).

## Географія
У селі є 11 вулиць:
- Центральна вулиця;
- Нова вулиця;
- Садова вулиця;
- Паркова вулиця;
- Світла вулиця;
- Лугова вулиця;
- Південна вулиця;
- 1-й Центральний провулок;
- 2-й Центральний провулок;
- 1-й Парковий провулок;
- 2-й Парковий провулок.

## Історія
Село Алєйніково (спочатку Олійникове, Юрків) виникло як і багато інших населених пунктів Слобідської України в першій половині 18 століття, коли загроза татарських набігів минула і люди могли не наражаючи себе на небезпеку, займатися землеробством.
До середини 20 століття Алєйніково називалося слободою і лише пізніше стало іменуватися селом.
У документах перепису 1795 згадується як хутір Юрків — один з хуторів Олексіївської вотчини графа Н. П. Шереметьєва. В цей час у селі проживало 300 осіб. Усі — українці.
У 1835 році в слободі споруджена церква і слобода була перейменована в село Олійникове. У 1890 році в селі налічувалося 154 двори, що займалися рослинництвом і вирощуванням худоби, 2 рази на рік відбувалися ярмарки.
Перша школа в селі була побудована у 1903 році (Нині використовується як школа початкових класів). З 1911 року у селі діяло позиково-ощадне товариство, відтак прокатно-зерноочисний пункт, вигідним став кустарний промисел, з'явилися місцеві олійниці, вітряні млини.
До 1929 року змінився звичний уклад сільського життя. Село постраждало від насильної колективізації, репресій та Голодомору 1932–1933 років, а відтак зазнало подальшої русифікації.

## Економіка
Нині у селі діють підприємства:
- Сільськогосподарський виробничий кооператив «Алєйникове», спеціалізується на вирощуванні сільськогосподарської продукції (рослинництво і тваринництво);
- Свиноферма «Алексєєвський бекон»;
- СФГ «Борть» з розвитку бджільництва.